# Douglas Rodríguez
Pour les articles homonymes, voir Rodríguez.
Douglas Rodríguez est un boxeur cubain né le 3 juin 1950 et mort le 21 mai 2012 à La Havane.

## Carrière
Champion du monde de boxe amateur à La Havane en 1974 dans la catégorie poids mouches, sa carrière amateur est également marquée par une médaille de bronze remportée aux Jeux olympiques de Munich en 1972.